# Мичково
Ми́чково (рос. Мичково) — присілок у складі Нікольського району Вологодської області, Росія. Входить до складу Аргуновського сільського поселення.

## Населення
Населення — 45 осіб (2010; 57 у 2002).
Національний склад (станом на 2002 рік):
- росіяни — 100 %